# Zimljansk
Zimljansk (russisch Цимлянск) ist eine Stadt in der Oblast Rostow (Russland) mit 15.028 Einwohnern (Stand 14. Oktober 2010).

## Geografie
Die Stadt liegt etwa 240 km nordöstlich der Oblasthauptstadt Rostow am Don am rechten Ufer des Don, am nördlichen Ende des Staudammes des nach der Stadt benannten Zimljansker Stausees.
Zimljansk ist Verwaltungszentrum des gleichnamigen Rajons.
Die Stadt liegt an der 1951 eröffneten Eisenbahnstrecke Morosowsk–Wolgodonsk–Kuberle, deren nördlicher Teil Morosowsk–Wolgodonsk mit dem 13 Kilometer langen Abschnitt auf der Krone des Staudamms jedoch seit den 1990er Jahren außer Betrieb ist, sodass sich die nächstgelegene Bahnstation in der Großstadt Wolgodonsk am südlichen Ende des Damms befindet.

## Geschichte
1672 wurde an der Mündung des Flüsschen Zimla in den Don von Kosaken das Städtchen Ust-Zimla gegründet, in Folge als Staniza Zimljanskaja genannt.
Mit dem Baubeginn des Zimljansker Staudamms 1948 zeichnete sich die Überflutung der Staniza (4429 Einwohner im Jahr 1939) ab. Deshalb wurde der Ort ab 1950 am künftigen Nordufer des Stausees neu errichtet und erhielt 1952 den Status einer Siedlung städtischen Typs als Zimljansk. 1961 erhielt die Siedlung das Stadtrecht.

### Bevölkerungsentwicklung
| Jahr | Einwohner |
| ---- | --------- |
| 1959 | 9.919     |
| 1970 | 13.011    |
| 1979 | 15.360    |
| 1989 | 15.343    |
| 2002 | 15.444    |
| 2010 | 15.028    |

Anmerkung: Volkszählungsdaten

## Wirtschaft
In Zimljansk gibt es Betriebe der Lebensmittelindustrie (Wein, Bier, Molkereierzeugnisse), eine Teppichfabrik, eine Schiffsreparaturwerft sowie Baumaterialienwirtschaft.